# Zhenxing (socken i Kina, Shandong, lat 36,58, long 116,26)
Zhenxing (kinesiska: 振兴街道, 振兴) är en socken i Kina. Den ligger i provinsen Shandong, i den östra delen av landet, omkring 66 kilometer väster om provinshuvudstaden Jinan. Antalet invånare är 109 595. Befolkningen består av 54 706 kvinnor och 54 889 män. Barn under 15 år utgör 16,0 %, vuxna 15-64 år 76 %, och äldre över 65 år 6,0 %.
Genomsnittlig årsnederbörd är 800 millimeter. Den regnigaste månaden är juli, med i genomsnitt 287 mm nederbörd, och den torraste är januari, med 5 mm nederbörd.